# فساد الأغذية

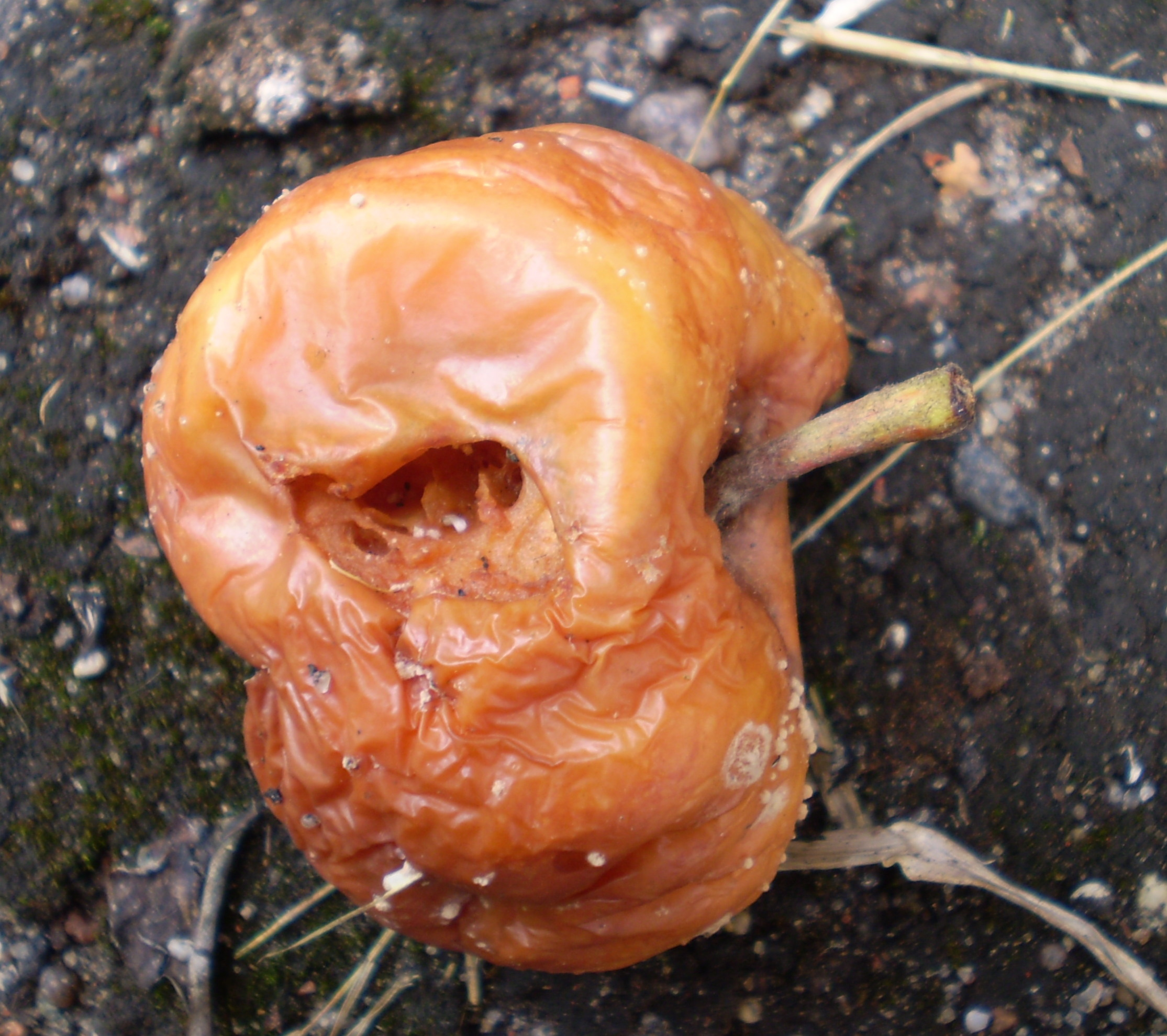
تفاحة فاسدة

تلف المواد الغذائية أو فساد الأغذية هو تغيرات في المظهر والنكهة والرائحة، وغيرها من صفات المواد الغذائية بسبب نمو الجراثيم الذي يؤدي إلى تدهورها وفسادها وتحللها، ويُعرف أيضًا بأنه حالة التعفن التي تصيب المواد الغذائية فتُصبح غير صالحة للأكل البشري، أو أن جودتها تُصبح أقل، حيث أن هناك عوامل خارجية أثرت فيها، كما يُعرف كذلك بأنه كل تغيير يجعل الغذاء غير مقبول به لمجموعة من الناس.

## الأسباب
تُعد ظاهرة تلف الأغذية ظاهرة طبيعية وحتميّة كونها تحدث ذاتيًّا، وبشكلٍ رئيسي من خلال تأثير الأنزيمات المُفرزة من قبل الأحياء الدقيقة الموجودة في المادة الغذائية أو على سطحها، وتساعد عوامل الفساد المختلفة على حدوث عملية الفساد.

### البكتيريا
البكتيريا يمكن أن تكون مسؤولة عن تلف المواد الغذائية، فعندما تنتشر البكتيريا في الغذاء يتم إنشاء الأحماض وغيرها من منتجات النفايات في هذه العملية في حين أن البكتيريا نفسها قد تكون أو لا تكون ضارة، وقد تكون منتجات النفايات غير صالحة للتذوق أو قد تكون ضارة حتى لصحة الإنسان.

### الخمائر
الخمائر يمكن أن تكون مسؤولة عن تحلل الطعام مع نسبة عالية من الـسكر، ونفس التأثير مفيد في إنتاج أنواع مختلفة من المواد الغذائية والمشروبات مثل: الـخبز والـلبن والعصير والمشروبات الكحولية.

## العلامات
قد تتضمن علامات تلف المواد الغذائية مظهرًا مختلفًا عن السابق في شكله الجديد مثل: تغير اللون أو تغير الملمس أو الرائحة الكريهة أو الطعم السيء، وقد يصبح الغذاء لينًا أكثر من المعتاد، وإذا حدث العفن فإنه غالبًا ما يكون واضحًا من ناحية المظهر.

## الأخطار
يُسبب تناول الأغذية الفاسدة التسمم الغذائي.

## الوقاية
هناك عدد من الطرق الوقائية التي تحفظ الطعام والغذاء من التلف والعفن أو تؤخره:
- يمكن للمواد الحافظة أن توسع العمر الافتراضي للأغذية ويمكن أن تطيل الوقت الطويل بما فيه الكفاية ليتم حصادها ومعالجتها وبيعها وإبقاؤها في منزل المستهلك لفترة زمنية معقولة.
- التبريد يمكن أن يزيد من العمر الافتراضي لبعض الأطعمة والمشروبات.
- التجميد يحافظ على الطعام لفترة أطول، مع أخذ العلم بأنه للتجميد شروط معينة لبعض الأطعمة.
- يمكن أن يحفظ تعليب الطعام الغذاء لفترة طويلة، سواء كانت معلبة في المنزل أو تجاريًّا.
- يحمي التخمر اللبني أيضًا الطعام ويمنع التلف.